# Oued Seguen
Oued Seguen, anciennement Oued Seguin, est une commune de la wilaya de Mila en Algérie.

## Géographie

### Situation
La commune de Oued Seguen est située au sud-est de la wilaya de Mila, à 55 km de Mila et 25 km de Constantine.
| Oued Athmania  | Aïn Smara (Constantine)                | Aïn Smara (Constantine)      |
| Chelghoum Laid | Oued Seguen                            | El-Khroub (Constantine)      |
| Teleghma       | Teleghma, Ouled Hamla (Oum El Bouaghi) | Ouled Rahmoune (Constantine) |

### Lieux-dits et hameaux
La commune d'Oued Seguen est composée du bourg principal (6 351 habitants en 2008), de VSA (Village socialiste agricole) tel que celui de Mustapha-Ben-Boulaid, et des lieux-dits de Ouled Arma, Mechtat Damber, Ouled Yagoub, Baktach, Aïn Bouyakni.

## Toponymie
Avant que la commune ne soit créée, les toponymes Oued Sigan et Aïn Sigun étaient recensés au XIXe siècle respectivement dans une carte du graveur Charles Avril et une autre d'Ernest Carette.

## Histoire
Le village colonial d'Oued Seguen a été créé en 1862 par décret du gouverneur d'Alger après avoir été lié à la commune de Oued Athmania comme Aïn Smara qu'il n’était qu'un bourg, peuplé de 280 colons venus de Strasbourg et Thionville, il est érigé en commune mixte, mais la colonisation ne réussit pas, elle est donc intégrée en tant qu'annexe de la commune d'Aïn Smara qui était à cette époque un petit bourg relevant d'Oued Athmania. Elle devient une commune de plein exercice à son tour le 8 mars 1874.

## Démographie
| 1867 | 1872 | 1880  | 1884  | 1892  | 1897  | 1902  | 1921  | 1987  |
| ---- | ---- | ----- | ----- | ----- | ----- | ----- | ----- | ----- |
| 662  | 94   | 1 738 | 2 044 | 2 676 | 2 219 | 2 489 | 3 194 | 8 632 |

| 1998   | 2008   | - | - | - | - | - | - | - |
| ------ | ------ | - | - | - | - | - | - | - |
| 11 792 | 13 319 | - | - | - | - | - | - | - |